# Liste der Monuments historiques in Ansacq
Die Liste der Monuments historiques in Ansacq führt die Monuments historiques in der französischen Gemeinde Ansacq auf.

## Liste der Bauwerke
| Bezeichnung      | Beschreibung   | Standort | Kennzeichnung | Schutzstatus | Datum | Bild           |
| ---------------- | -------------- | -------- | ------------- | ------------ | ----- | -------------- |
| Kirche St-Lucien | Erbaut um 1200 | (Lage)   | PA00114481    | Inscrit      | 1927  | weitere Bilder |

## Liste der Objekte

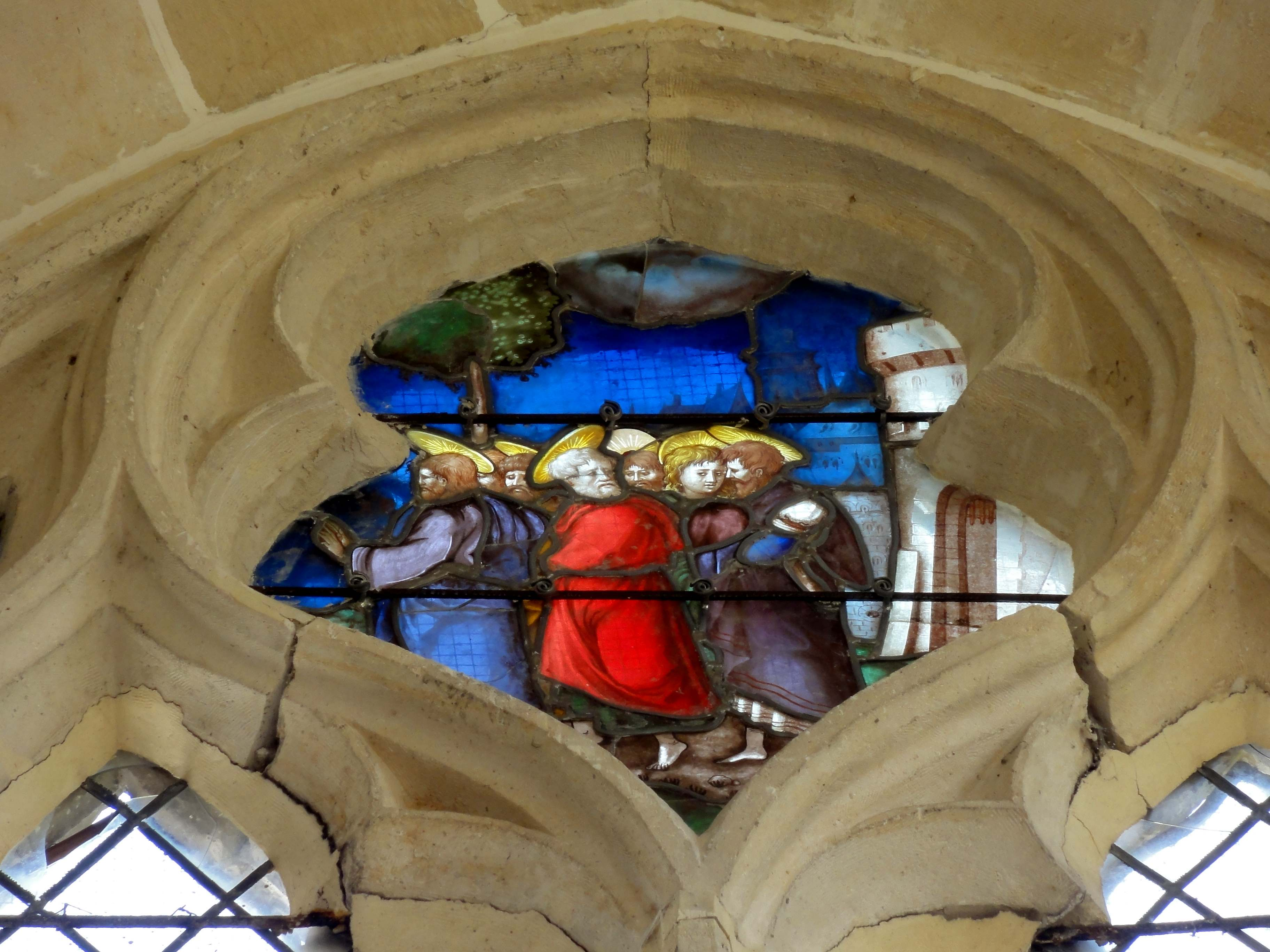
Fenster Judaskuss in Kirche St-Lucien

- Monuments historiques (Objekte) in Ansacq in der Base Palissy des französischen Kultusministeriums

Siehe auch: Madonna mit Kind (Ansacq) und Judaskuss (Ansacq)